# Agrotis hephaestaea
Agrotis hephaestaea là một loài bướm đêm thuộc họ Noctuidae. Nó là loài đặc hữu của Kauai, Oahu và Molokai.
Ấu trùng ăn Wikstroemia